# Glee: The Music, Season 4, Volume 1
Glee: The Music, Season 4, Volume 1 is het dertiende album van de personages in de Amerikaanse televisieserie Glee. Het album verscheen op 27 november 2012.
Het album bevat nummers uit de eerste aflevering "The New Rachel" tot en met de achtste aflevering "Thanksgiving" van het vierde seizoen van Glee. De luxeversie bevat ook nummers uit de negende aflevering "Swan Song", deze luxeversie is alleen digitaal verkrijgbaar.

## Nummers

### Normale editie
| 1.                                | It's Time               | Imagine Dragons                      | 3:46 |
| 2.                                | New York State of Mind  | Billy Joel                           | 3:43 |
| 3.                                | Give Your Heart a Break | Demi Lovato                          | 3:31 |
| 4.                                | Mine                    | Taylor Swift                         | 4:12 |
| 5.                                | The Scientist           | Coldplay                             | 4:14 |
| 6.                                | Everybody Talks         | Neon Trees                           | 2:59 |
| 7.                                | Dark Side               | Kelly Clarkson                       | 3:26 |
| 8.                                | Holding Out for a Hero  | Bonnie Tyler                         | 4:11 |
| 9.                                | Heroes                  | David Bowie                          | 3:44 |
| 10.                               | Some Nights             | fun.                                 | 4:23 |
| 11.                               | Homeward Bound / Home   | Simon & Garfunkel / Phillip Phillips | 4:12 |
| 12.                               | Live While We're Young  | One Direction                        | 3:18 |
| 13.                               | Gangnam Style           | PSY                                  | 3:39 |
| Totale duur: Totale lengte: 46:78 |                         |                                      |      |

### Deluxe editie
| 1.                                | It's Time               | Imagine Dragons                      | 3:46 |
| 2.                                | Americano / Dance Again | Lady Gaga / Jennifer Lopez           | 3:33 |
| 3.                                | New York State of Mind  | Billy Joel                           | 3:43 |
| 4.                                | Give Your Heart a Break | Demi Lovato                          | 3:31 |
| 5.                                | Mine                    | Taylor Swift                         | 4:12 |
| 6.                                | The Scientist           | Coldplay                             | 4:14 |
| 7.                                | Everybody Talks         | Neon Trees                           | 2:59 |
| 8.                                | Dark Side               | Kelly Clarkson                       | 3:26 |
| 9.                                | Holding Out for a Hero  | Bonnie Tyler                         | 4:11 |
| 10.                               | Heroes                  | David Bowie                          | 3:44 |
| 11.                               | Some Nights             | fun.                                 | 4:23 |
| 12.                               | Homeward Bound / Home   | Simon & Garfunkel / Phillip Phillips | 4:12 |
| 13.                               | Let's Have a Kiki       | Scissor Sisters                      | 2:57 |
| 14.                               | Live While We're Young  | One Direction                        | 3:18 |
| 15.                               | Gangnam Style           | PSY                                  | 3:39 |
| 16.                               | Somethin' Stupid        | Frank Sinatra en Nancy Sinatra       | 2:45 |
| Totale duur: Totale lengte: 56:07 |                         |                                      |      |